# Нипер (стрип)
Нипер (енг. Nipper) је фудбалски стрип који је излазио током седамдесетих и осамдесетих година 20. века у Великој Британији. Творци су били цртач Франциско Солано Лопез и сценариста Том Тули.

## Главни лик
Главни лик серијала је средњошколац Нипер Лоренс који живи самостално у енглеском лучком граду Блекпорту. Његов сан је да заигра за локални фудбалски тим Блекпорт Роверс, што му на крају и успева. Ускоро, Нипер постаје најбољи Блекпортов играч, који га доводи у 1. енглеску фудбалску лигу.

## Почетак објављивања
Прва епизода стрипа Нипер изашла је 19.09.1970, а последња 02.04.1983. у Великој Британији. Прве табле изашле су у британском спортском магазину Score’n’roar. Најпре су излазиле по три табле, а потом по две табле недељно. Након тога, наставио је да излази у спортским часописима Schorcher и Tiger.

## Аутори
Стрип су започели цртач Франциско Солано Лопез и сценариста Том Тули 1970. године. Лопез је читаоцима бивше Југославије познатији као аутор стрипа Џепна армија, који је отприлике у истом периоду излазио у београдском Политикином забавнику. Лопез напушта рад на Ниперу 1974. године, када цртеж преузима Роналд Чарлс Ројленс, познат југословенских читаоцима по стрипу Капетан Ураган, који је објављиван у ЕКС алманаху. Тули остаје да ради на сценарију до краја серијала. Лопез је нацртао око 430 табли, док је Ројленс нацртао преко 700 табли између 1974-1983, када се серијал завршио.

## Прво појављивање у бившој Југославији
Стрип Нипер излазио је у бившој Југославији у издању сплитске Слободне далмације почев од 1978. године у виду посебних свезака, којих је укупно изашло 17. Свака табла је претходно објављивана дневно у Слободној далмацији. Међутим, едиција је престала да излази почетком осамдесетих годиина, тако да последње епизоде никада нису објављене.

## Репризе
Слободна далмација је током 1994. репризирала свеске Нипера из седамдесетих година у Републици Хрватској. У периоду 2014-2016. хрватска издавачка кућа Стрип нон-стоп објавила је у шест великих томова све табле стрипа Нипер објављене у периоду 1970-1983. год. Укупно је нацртано преко 1.200 табли стрипа.
Овај стрип никада није објављен у Србији.